# Tariq ibn Ziyad
Ṭāriq ibn Ziyād al-Laythī (in arabo طارق بن زياد‎?, Ṭāriq ibn Ziyād; Maghreb, 670 – Damasco, 720) è stato un generale berbero.
Sebbene la stragrande maggioranza degli storici concordi sul fatto che sia di provenienza autoctona berbera (Nord Africa), alcuni storici che hanno scritto sulla storia della conquista dell'Andalusia ritengono che fosse di origini persiane, altri invece ritengono che fosse propriamente arabo. A questi ultimi si aggiunge anche lo storico italiano Paolo Giovio e la Cambridge History of Islam.
Conosciuto nella tradizione storica ispanica come Taric el Tuerto (Ṭāriq il guercio), musulmano di obbedienza omayyade, era un liberto comandante dell'esercito che dette avvio alla conquista islamica della Spagna visigota nel 711. Può essere considerato il primo Wālī di al-Andalus, anche se la carica non gli fu mai ufficialmente assegnata.

## Origine
Gli storici come Ṭabarī, Ibn al-Athīr, Ibn Khaldūn, non hanno fornito dettagli sufficienti sulle origini di Ṭāriq ibn Ziyād, tuttavia alcuni di essi, che hanno scritto sulla storia della conquista di al-Andalus, hanno riportato tre possibilità:
- Che Ṭāriq ibn Ziyād fosse Persiano;[1]

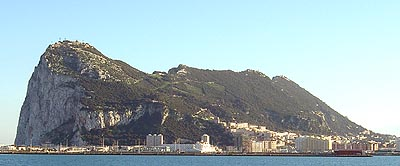
Gibilterra,, che significa "Monte di Ṭāriq".

La conquista di Ṭāriq alla fine del 711.

- Che Ṭāriq ibn Ziyād fosse Arabo;[3]
- Che Ṭāriq ibn Ziyād fosse Berbero;[4][5] gran parte degli storici sostengono quest'ultima possibilità.

## Biografia
Gli Ajbar Machmuâ: crónica anónima sostengono che Ṭāriq fosse persiano di Hamadan (altri dicono fosse di Sadif), mentre sostengono che fosse originario del Maghreb, sia il Diccionario biográfico español, Real Academia de la Historia, che La web de las biografias.
A Ṭāriq, nel 711, fu ordinato dal Wali di Ifriqiya Musa ibn Nusayr - che governava il Nordafrica (Ifrīqiya), di condurre la prima azione bellica d'una certa consistenza nella Penisola Iberica dopo l'incursione condotta dal liberto Ṭārif ibn Mālik, con quattro navi, l'anno prima.

Secondo la quasi totalità delle fonti, Ṭāriq sarebbe stato invitato ad intervenire in suo aiuto da Agila II, lo spodestato erede al trono visigoto, che intendeva recuperare il trono del padre, Witiza, usurpato da Rodrigo, come ricorda lo storico Rafael Altamira y Crevea.
Il 30 aprile 711, le forze di Tāriq (circa 12000 uomini, di cui 7000 berberi) sbarcarono e occuparono la rocca di Gibilterra (il nome Gibilterra deriva dall'espressione araba Jabal al-Ṭāriq, che significa montagna di Ṭāriq) e la città di Algeciras. Subito dopo l'approdo, si dice che Tāriq, dopo aver dato fuoco a tutte le navi da trasporto, abbia pronunciato le seguenti parole per incoraggiare i suoi soldati a combattere fino alla fine:
(al-Maqqarī)
Si diresse verso Cordova, ma fu bloccato dalle truppe visigote comandate da Bencio, cugino del re, che pur sconfitto, continuò la resistenza, permettendo a Roderico, che era impegnato, al nord, contro i Baschi, sobillati da Agila II, a portare le sue truppe a sud, nella valle del rio Salado, dove sulle rive del lago Janda, vicino alla città di Medina-Sidonia, avvenne la battaglia decisiva.
Ṭāriq, forte di quasi 25.000 uomini (rinforzato da alcuni Goti e Ispano-romani, ma soprattutto da ebrei, che accoglievano con entusiasmo i conquistatori musulmani), nella battaglia del Guadalete (711), sconfisse Roderico, che, tradito da una parte del suo esercito (tra cui il vescovo Oppas e Siseberto), forse morì in battaglia (o si ritirò nella zona di Salamanca e organizzò la resistenza); la Histoire de la conquête de l'Espagne par les Musulmans, riporta che Roderico fu sconfitto sulle sponde del Guadalete, nella provincia di Sidonia.

Ṭāriq allora occupò Siviglia, si diresse a Cordova, che occupò dopo due mesi di assedio, ed infine, senza incontrare una forte resistenza avanzò in direzione della capitale visigota, Toledo, che conquistò, nel 712.
Nello stesso anno il Wālī di Qayrawān, Mūsā b. Nuṣayr attraversò lo stretto di Gibilterra e lo  rilevò nel comando delle operazioni militari e nel governo della nuova provincia di al-Andalus, come riportano sia gli Ajbar Machmuâ: crónica anónima, che la Histoire de la conquête de l'Espagne par les Musulmans.
Ṭāriq rimase in posizione subalterna rispetto a Mūsā, sia nel soffocare la rivolta di Siviglia (713), sia nell'occupazione della Cantabria e il Tarraconense (713-714), ed entrambi furono richiamati a Damasco, per rendere conto del loro operato, dal califfo al-Walīd I.

Dopo la partenza di Mūsā e Ṭāriq per Damasco, fu nominato nuovo Wālī di al-Andalus il figlio di Mūsā, ʿAbd al-ʿAzīz ibn Mūsā.
Il vecchio Mūsā, assieme a Tariq, si mise in viaggio, via terra, verso la Siria, portando con sé 400 figli dei capi visigoti e immensi tesori; lo storico C.H. Becker sostiene che alcuni papiri arabi, oggi al British Museum, ci hanno tramandato le spese sostenute da quella carovana principesca, durante il temporaneo soggiorno in Egitto.

Arrivati a Damasco, Ṭāriq e Mūsā cercarono di mettere in evidenza la loro importanza, uno a discapito dell'altro, nella conquista del regno visigoto, come sostengono sia il Diccionario biográfico español, Real Academia de la Historia, sia il Web de las biografias.

Mentre Mūsā, con il nuovo califfo Sulayman ibn Abd al-Malik, cadde in disgrazia, fu imprigionato per malversazione e condannato a pagare una grossa multa, Ṭāriq continuò a vivere a Damasco e non si hanno altre informazioni sino alla sua presunta morte (720).

## La conquista islamica della penisola iberica
Circa l'intervento dei Mori nella penisola iberica la tradizione narra che un certo Conte Giuliano, governatore cristiano di Ceuta, avrebbe condotto i musulmani nel regno visigoto, per vendicarsi di un torto subito da Roderigo (la figlia Florinda, chiamata La Cava, era stata violentata dal re dei Goti).
Alcuni storici affermano che Giuliano fosse visigoto, bizantino o berbero.
Altri storici sostengono che il suo nome fosse Urbano, probabilmente di origine mora, ma vassallo del re dei Visigoti.
Indipendentemente dal torto subito, lo storico arabo Saavedra ritiene che Giuliano, governatore bizantino di Ceuta, nel 708, attaccato da Mūsā ibn Nuṣayr, fosse stato aiutato dal re dei Goti Witiza; dopo la morte di quest'ultimo, Giuliano, sottoposto a una nuova offensiva araba, accettò di divenire vassallo del califfo omayyade di Damasco, mantenendo il governo di Ceuta. Quando il trono dei figli di Witiza venne usurpato, essi chiesero aiuto a Giuliano, che tentò una spedizione nella penisola iberica, senza però esito. Ne fu tentata una seconda con l'appoggio di truppe arabo-berbere, guidate da Ṭāriq, che non portò ad alcuna conquista, ma solo a un saccheggio della zona tra Tarifa ed Algeciras. Solo l'anno dopo (711) fu approntato un grosso esercito che, sotto il comando di Ṭāriq, accompagnato da Giuliano, diede inizio alla conquista.
Giuliano seguì Mūsā nel suo viaggio verso la capitale del califfato, Damasco e poi (probabilmente dopo l'assassinio di Mūsā) tornò nella penisola iberica, dove, secondo lo storico arabo Ibn Iyād, si stabilì a Cordova e suo figlio, Balacayas, apostatò, e dove continuarono a vivere i suoi discendenti.

### Fonti primarie
- (FR) Histoire de la conquête de l'Espagne par les Musulmans, su gallica.bnf.fr.
- (EN) Ibn Abd-el-Hakem's History of the Conquest of Spain.
- (ES) Ajbar Machmuâ: crónica anónima, su babel.hathitrust.org.

### Letteratura storiografica
- Rafael Altamira y Crevea, La Spagna sotto i Visigoti, in Storia del mondo medievale, vol. 1, Milano, Garzanti, 1999,  pp. 743–779, SBN TO00942117.
- C. H. Becker, L'espansione dei saraceni in Africa e in Europa, in Storia del mondo medievale, vol. 2, Milano, Garzanti, 1999,  pp. 70–96, SBN TO00942146.